# آمیل نیتریت
آمیل نیتریت (به انگلیسی: Amyl Nitrite) یک مایع شیمیایی است که بوی تندی دارد و معمولاً از راه استنشاق استفاده می‌شود. این ماده خیلی سریع رگ‌های خونی را گشاد می‌کند و باعث پایین آمدن فشار خون، تند شدن ضربان قلب و احساس سرگیجه یا گرما در صورت می‌شود. پزشکان در گذشته از آن برای درمان آنژین (درد قلبی) یا مسمومیت با سیانید استفاده می‌کردند، اما امروزه داروهای مؤثرتری جایگزینش شده‌اند. بعضی افراد آن را برای سرگرمی و احساس سرخوشی کوتاه‌مدت مصرف می‌کنند، ولی مصرف بی‌رویه یا خوردن آن می‌تواند خطرناک و حتی مرگبار باشد.
آمیل نیتریت یک ترکیب شیمیایی با فرمول C5H11ONO است. گونه‌های ایزومری گوناگونی از آن شناخته شده، اما همگی دارای یک گروه آمیل متصل به گروه عاملی نیتریت هستند. گروه آلکیلی (که در اینجا همان آمیل است) واکنش‌پذیری چندانی ندارد و خواص شیمیایی و زیستی عمدتاً به گروه نیتریت مربوط می‌شود. مانند دیگر آلکیل نیتریتها، آمیل نیتریت در پستانداران زیست‌فعال بوده و به‌عنوان یک گشادکننده رگ عمل می‌کند، که اساس کاربرد آن در پزشکی تجویزی است. به‌عنوان یک ماده استنشاقی، همچنین اثر روان‌گردان دارد که باعث کاربرد تفننی آن شده‌است و بوی آن به بوی جوراب کهنه یا پای کثیف تشبیه شده‌است.
این ماده نخستین بار در سال ۱۸۴۴ توصیف شد و در سال ۱۸۶۷ به کاربری پزشکی رسید.

## کاربردها
آمیل نیتریت در گذشته برای درمان بیماری قلبی و نیز آنژین به‌کار می‌رفت.
گاه به‌عنوان پادزهر مسمومیت با سیانید استفاده می‌شد. تصور می‌شد که این ماده به‌عنوان یک اکسیدکننده عمل کرده و موجب تشکیل مت‌هموگلوبین شود. مت‌هموگلوبین نیز می‌تواند سیانید را به‌صورت سیانومت‌هموگلوبین در خود محبوس کند. با این حال، این کاربرد با هیدروکسوکوبالامین که کارایی بهتری داشت جایگزین شد و استفاده از آمیل نیتریت ناکارآمد و غیرعلمی دانسته شد.
مقادیر اندکی از آن در برخی عطرها افزوده می‌شود.
همچنین به‌صورت تفننی به‌عنوان یک داروی استنشاقی مصرف می‌شود که حالت سرخوشی کوتاه‌مدتی ایجاد می‌کند و زمانی که با محرک‌هایی مانند کوکائین یا ام‌دی‌ام‌ای ترکیب شود، این حالت سرخوشی شدیدتر و طولانی‌تر می‌شود. پس از پایان اثر برخی محرک‌ها، عوارضی چون افسردگی یا اضطراب بروز می‌کند که در زبان عامیانه «افت روحیه» نامیده می‌شود؛ آمیل نیتریت گاه برای مقابله با این اثرات منفی به‌کار می‌رود.  این ویژگی همراه با اثرات گسستی، موجب رواج مصرف تفننی آن شده‌است .

## نام‌گذاری
اصطلاح «آمیل نیتریت» چندین ایزومر را دربر می‌گیرد. در متون قدیمی‌تر، واژهٔ غیرسامانه‌ای «آمیل» معمولاً برای گروه پنتیل به‌کار می‌رفت که در آن گروه آمیل یک گروه آلکیل خطی یا نرمال (n) بود و در نتیجه آمیل نیتریت فرمول ساختاری CH3(CH2)3CH2ONO داشت که به آن n-آمیل نیتریت نیز گفته می‌شد.
یک شکل رایج از آمیل نیتریت ایزومری با فرمول (CH3)2CHCH2CH2ONO است که به‌طور خاص به نام ایزوآمیل نیتریت شناخته می‌شود.
ترکیب آمیل نیترات که نامی مشابه دارد، خواص بسیار متفاوتی دارد. در همان حال، ایزوپروپیل نیتریت ساختاری مشابه و کاربردهایی مشابه (همچنین به نام «پاپرز» شناخته می‌شود) دارد، اما عوارض جانبی بیشتری به همراه دارد.
آمیل نیتریت گاهی در زبان عامیانه به نام «گاز بن‌اپل» شناخته می‌شود.

## سنتز و واکنش‌ها
آلکیل نیتریت‌ها با واکنش الکلها و اسید نیتروز ساخته می‌شوند:
ROH  +  HONO  →  RONO  +  H2O، که در آن R = گروه آلکیل
این واکنش استریفیکاسیون نام دارد. سنتز آلکیل نیتریت‌ها به‌طور کلی ساده است و حتی در آزمایشگاه‌های خانگی نیز قابل انجام است. یک روش رایج شامل افزودن قطره‌ای اسید سولفوریک غلیظ به مخلوط سردشده‌ای از محلول سدیم نیتریت و یک الکل است. در این فرآیند، مخلوط استوکیومتری دی‌اکسید نیتروژن و نیتریک‌اکسید به‌طور موقت تشکیل شده و الکل را به آلکیل نیتریت تبدیل می‌کند. به دلیل چگالی پایین، آلکیل نیتریت در لایهٔ بالایی جدا می‌شود و می‌توان آن را به‌سادگی با روش دکانتاسیون از مخلوط واکنش جدا کرد.
ایزوآمیل نیتریت در حضور باز تجزیه می‌شود و نمک‌های نیتریت و ایزوآمیل الکل تولید می‌کند:
C5H11ONO  +  NaOH  →  C5H11OH  +  NaNO2
آمیل نیتریت مانند دیگر آلکیل نیتریت‌ها با کربانیون‌ها واکنش داده و اوکسیمها را به‌وجود می‌آورد.
آمیل نیتریت‌ها همچنین به‌عنوان واکنشگر در گونه‌ای تغییر‌یافته از واکنش زاند‌مایر سودمندند. واکنش آلکیل نیتریت با یک آمین آروماتیک در یک حلال هالوژنه باعث تشکیل گونهٔ آروماتیک رادیکالی می‌شود که سپس یک هالوژن را از حلال آزاد می‌کند. برای سنتز آریل یدیدها از دی‌یودومتان استفاده می‌شود در حالی که برم‌فرم حلال انتخابی برای سنتز آریل برومیدها است.

## اثرات فیزیولوژیک

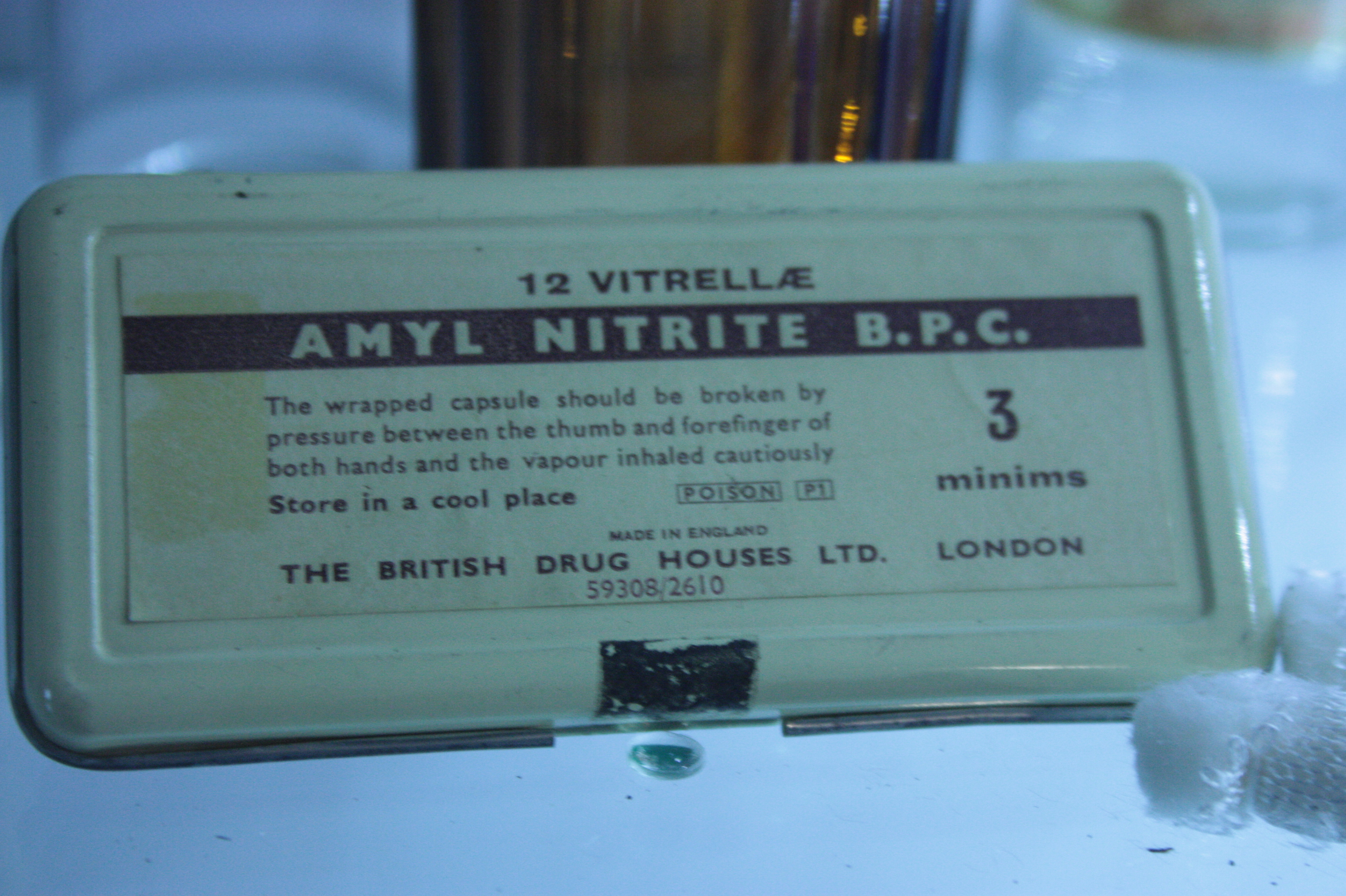
یک ظرف قدیمی آمیل نیتریت، موزه هانتریان، گلاسگو

آمیل نیتریت مانند دیگر آلکیل نیتریتها یک گشادکننده رگ قوی است و با گشاد کردن رگ خونی موجب کاهش فشار خون می‌شود. این ماده ممکن است در آزمایش‌های تنش قلبی–عروقی بیماران با کاردیومیوپاتی هیپرتروفیک مظنون برای ایجاد اتساع عروق و در نتیجه کاهش پس‌بار و تحریک انسداد جریان خون از بطن به سوی آئورت به‌کار رود. آلکیل نیتریت‌ها منبع نیتریک اکسید هستند که پیام‌رسان شل‌شدن ماهیچه‌های غیرارادی است.
اثرات جسمی شامل کاهش فشار خون، سردرد، سرخی صورت، افزایش ضربان قلب، سرگیجه و شل‌شدن ماهیچه‌های غیرارادی به‌ویژه دیواره رگ خونی و اسفنکتر داخلی و بیرونی مقعد است. علائم ترک وجود ندارد. نشانه‌های اُوردوز شامل تهوع، استفراغ، افت فشار خون، کم‌تهویه‌ای، تنگی نفس و غش است. اثرات این ماده بسیار سریع آغاز می‌شوند، معمولاً ظرف چند ثانیه و در عرض چند دقیقه از بین می‌روند. آمیل نیتریت همچنین ممکن است تجربه هم‌حسی را تشدید کند.
آمیل نیتریت در موارد تجویز پزشکی برای بیماران دچار آنژین، به‌صورت آمپول به کار می‌رود. آمپول درون یک گاز پانسمان قرار داده شده و بیمار هنگام حمله آنژین آن را استنشاق می‌کند و هر پانزده دقیقه تکرار می‌شود. با این حال، مصرف خوراکی آمیل نیتریت بی‌اثر است زیرا جذب ضعیف و سوخت‌وساز گسترده کبدی دارد. امروزه آمیل نیتریت برای درمان آنژین حاد عمدتاً با نیتروگلیسیرین جایگزین شده‌است.

## سمیت
اگرچه گزارش‌هایی از سمیت مرگبار در پی مصرف مقادیر غیرعادی زیاد وجود دارد، دوزهای استنشاقی معمولی آمیل نیتریت نسبتاً ایمن در نظر گرفته می‌شوند. با این حال، مایع آمیل نیتریت در صورت بلع بسیار سمی است زیرا غلظت خطرناکی در خون ایجاد می‌کند.
در هر شکل یا روش مصرف، سمیت حاد عمدتاً زمانی رخ می‌دهد که نیتریت درصد زیادی از هموگلوبین خون را بدون اکسیژن اکسید کرده و مت‌هموگلوبین تشکیل دهد که توانایی حمل اکسیژن ندارد. موارد مسمومیت شدید به مت‌هموگلوبینمی پیشرفت می‌کنند که با تغییر رنگ آبی–قهوه‌ای پوست همراه است و می‌تواند با سیانوز اشتباه گرفته شود. درمان با اکسیژن و متیلن بلو وریدی تشخیص ظاهری را دشوارتر می‌کند، زیرا متیلن بلو خود یک رنگ آبی است، با این وجود پادزهر مؤثری است چون آنزیم مسئول کاهش مت‌هموگلوبین به هموگلوبین را فعال می‌سازد.
این تغییر رنگ باعث می‌شود که پالس‌اکسی‌متری مبتنی بر فروسرخ بی‌استفاده گردد. حتی تحلیل گاز خون نیز کارایی محدودی دارد، زیرا افزایش سطح مت‌هموگلوبین میل پیوندی هموگلوبین عادی به اکسیژن را افزایش می‌دهد. بنابراین در چنین مواردی باید همراه با نمونهٔ گاز خون، نسبت و سطح واقعی مت‌هموگلوبین و هموگلوبین نیز اندازه‌گیری شود.

## در فرهنگ عامه
قسمت کلمبو با عنوان "Troubled Waters" (۱۹۷۴–۱۹۷۵) صحنه‌ای دارد که در آن شخصیت منفی هایدن دانزیگر – با بازی رابرت وان – آمیل نیتریت را استنشاق می‌کند تا وانمود کند دچار حمله قلبی شده و برای خود یک هم‌دستی زمانی (عذر غیابی) ایجاد کند. با این حال، در طول قسمت به‌طور نادرست از این ماده با عنوان آمیل نیترات یاد می‌شود.
فیلم جوبیلی (۱۹۷۸) ساخته درک جارمن، شخصیتی دارد که در تیتراژ با نام «آمیل نیتریت» معرفی می‌شود، هرچند در خود فیلم این شخصیت «آمیل نیترات» نام دارد.
عنوان ترانهٔ ۱۹۹۳ "Animal Nitrate" از گروه انگلیسی سوئید، بازی زبانی‌ای با واژه آمیل نیتریت است که به مصرف تفننی آن اشاره دارد، گرچه برت اندرسون خواننده گروه گفته که ترانه بیشتر به مواد دیگری مانند اکستازی و کوکائین مربوط است.
در فیلم باشگاه مبارزه (۱۹۹۹)، شخصیت کلویی که زنی مبتلا به بیماری لاعلاج است، هنگام صحبت آشکار درباره آرزوهای برآورده‌نشده‌اش در یک گروه حمایتی بیماران سرطانی، به مجموعه‌ای از آمپول‌های آمیل نیتریت خود اشاره می‌کند.
گروه پانک Amyl and the Sniffers در نام خود به مصرف تفننی آمیل نیتریت ارجاع داده‌اند.
در کتاب ترس و نفرت در لاس وگاس نوشته هانتر اس. تامپسون، آمیل نیتریت یکی از مواد متعددی است که رائول دوک برای سفر به لاس وگاس همراه می‌برد. او حدود دو دوجین آمپول از آن را با خود دارد و معمولاً مصرف آن را توسط خودش و دکتر گونزو با این بهانه توجیه می‌کند که برای آنژین است.
در فصل یک، قسمت نهم همبرگرهای باب با عنوان "Spaghetti Western and Meatballs"، جین در پایان قسمت برای حرف A در برنامه ABS، آمیل نیتریت را حدس می‌زند.